# Windows 365
Windows 365 oder Windows 365 Cloud-PC ist ein Desktop-as-a-Service (DaaS) Produkt von Microsoft, welches die Nutzung eines vollständigen Windows-10/11-Systems in der Cloud ermöglicht. Es wurde am 2. August 2021 eingeführt und richtet sich an Unternehmen.
Windows 365 basiert auf Azure Virtual Desktop (AVD).

## Geschichte
Windows 365 wurde unter dem Codenamen „Project Deschutes“ entwickelt. Der Dienst wurde am 14. Juli 2021 offiziell vorgestellt und am 2. August 2021 eingeführt.

## Nutzung
Windows 365 kann durch die Anwender von den unterschiedlichsten Endgeräte-Plattformen genutzt werden. Dazu gehören Windows, macOS, ChromeOS und Linux. Der Zugriff und die Nutzung erfolgen dabei entweder direkt über den Browser oder in Abhängigkeit der Verfügbarkeit auf dem jeweiligen Endgerät der Microsoft-Remotedesktop Client, der Windows 365 App oder der Microsoft-Remotedesktop App aus dem Microsoft Store.

### Nutzung für Privatpersonen
Das Projekt sollte ursprünglich für Privatkunden, speziell Gamer, entwickelt werden. Im Zuge der COVID-19-Pandemie kam es allerdings zu einem Strategiewechsel, welcher eine bessere Unterstützung von hybriden Arbeitsmodellen vorsah. Aus diesem Grund wurde das Produkt auf Unternehmen ausgerichtet.
Im Juni 2023 wurde allerdings bekannt, dass Microsoft in Zukunft auch eine günstigere Edition für Privatnutzer anbieten will. Hiermit soll es auch Computern, welche die Hardware-Anforderungen von Windows 11 nicht erfüllen, ermöglicht werden, auf Windows 11 (über die Cloud) zuzugreifen.

## Lizenzierung
Es stehen zwei Lizenz-Varianten zur Verfügung: Business für kleine und mittelständische Unternehmen und Enterprise für Großunternehmen. Die Kosten liegen zwischen 31,30 € und 66,70 € pro Monat und Benutzer, je nach benötigtem Funktionsumfang.

## Sicherheitsprobleme
Während der Testphase Mitte August 2021 ließen sich Anmeldedaten von anderen Windows 365-Nutzern im Klartext abgreifen. Im Juni 2023 wurde bekannt, dass eine Sicherheitslücke Angreifern ermöglichte, Klartext-Anmeldedaten für die dazugehörigen Microsoft-Azure-Kundenaccounts auszulesen.